# Junkers (vliegtuigfabrikant)

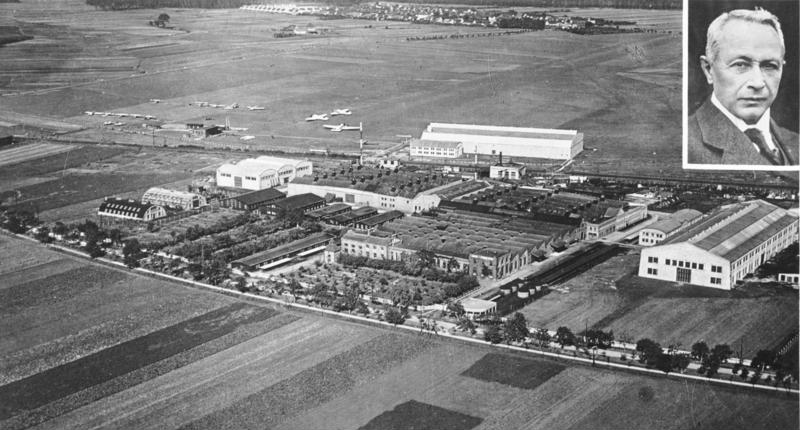
Voormalig Junkersfabriek in Dessau. In de rechterbovenhoek Hugo Junkers.

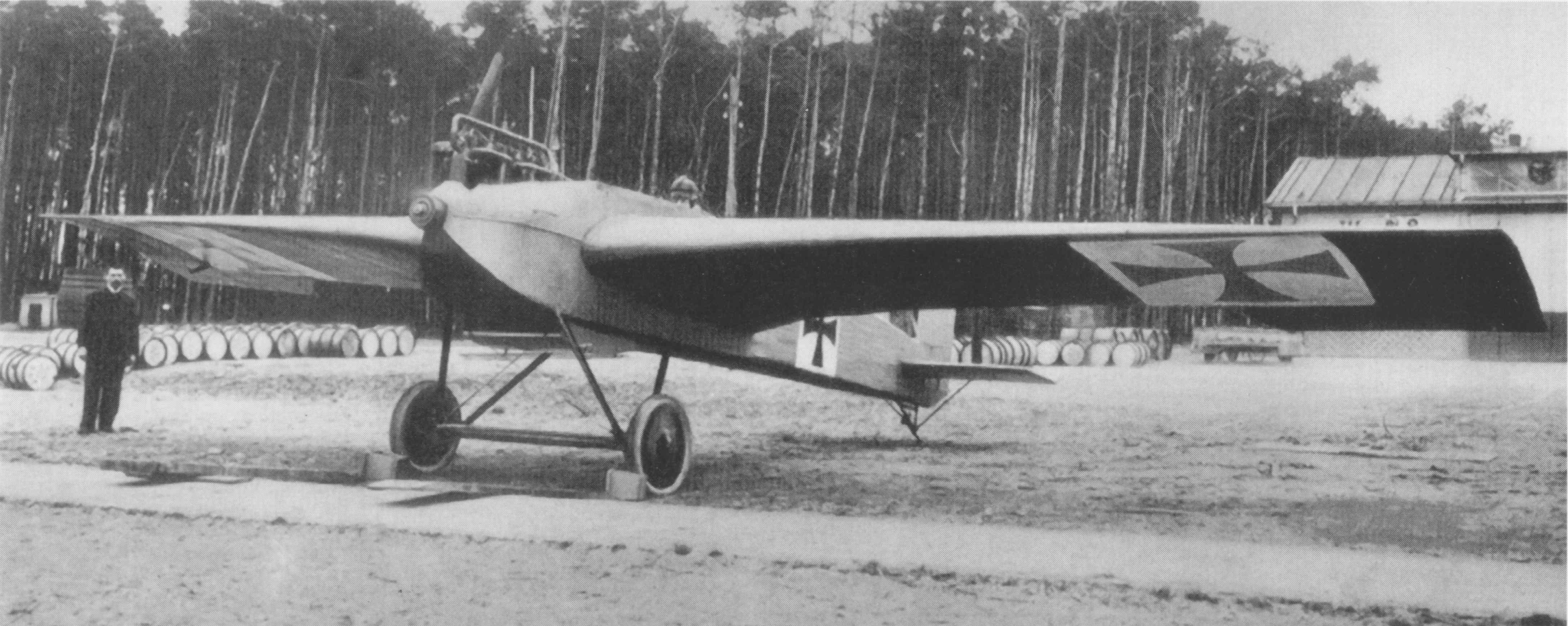
De Junker J1 (1915).

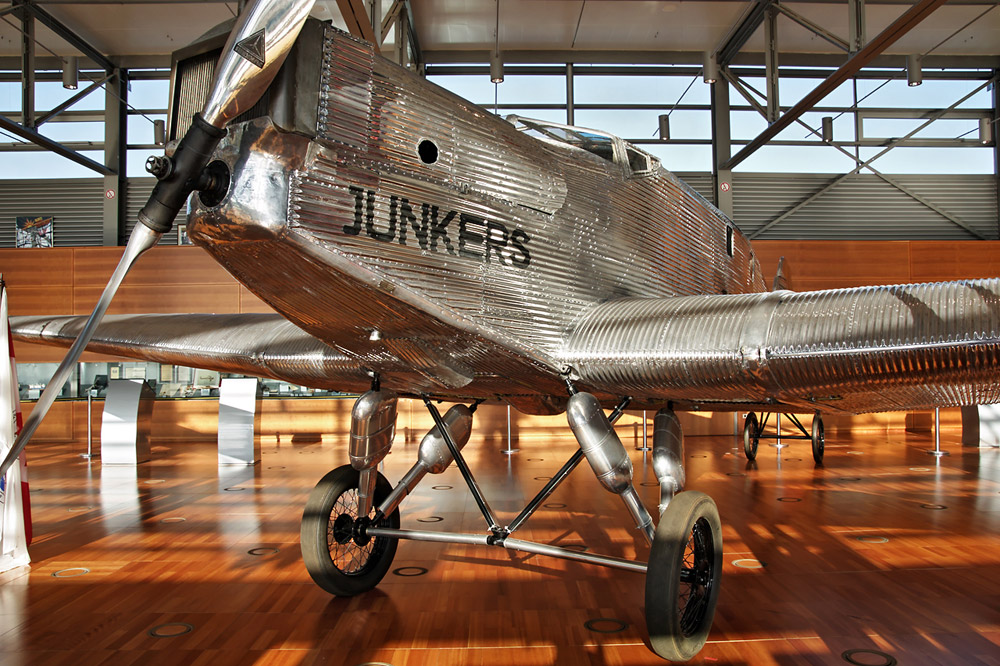
Junkers W33

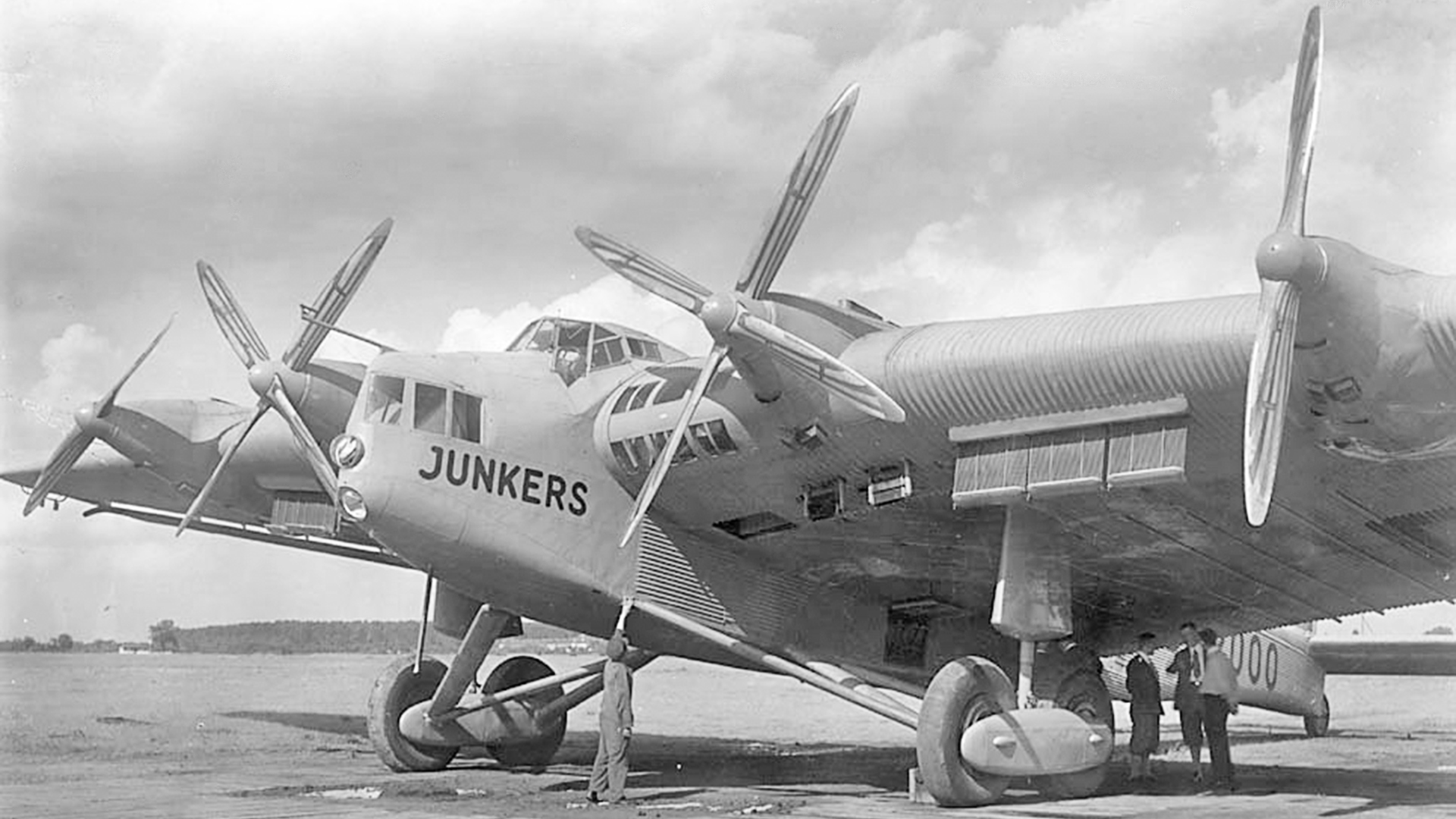
Junkers G 38.

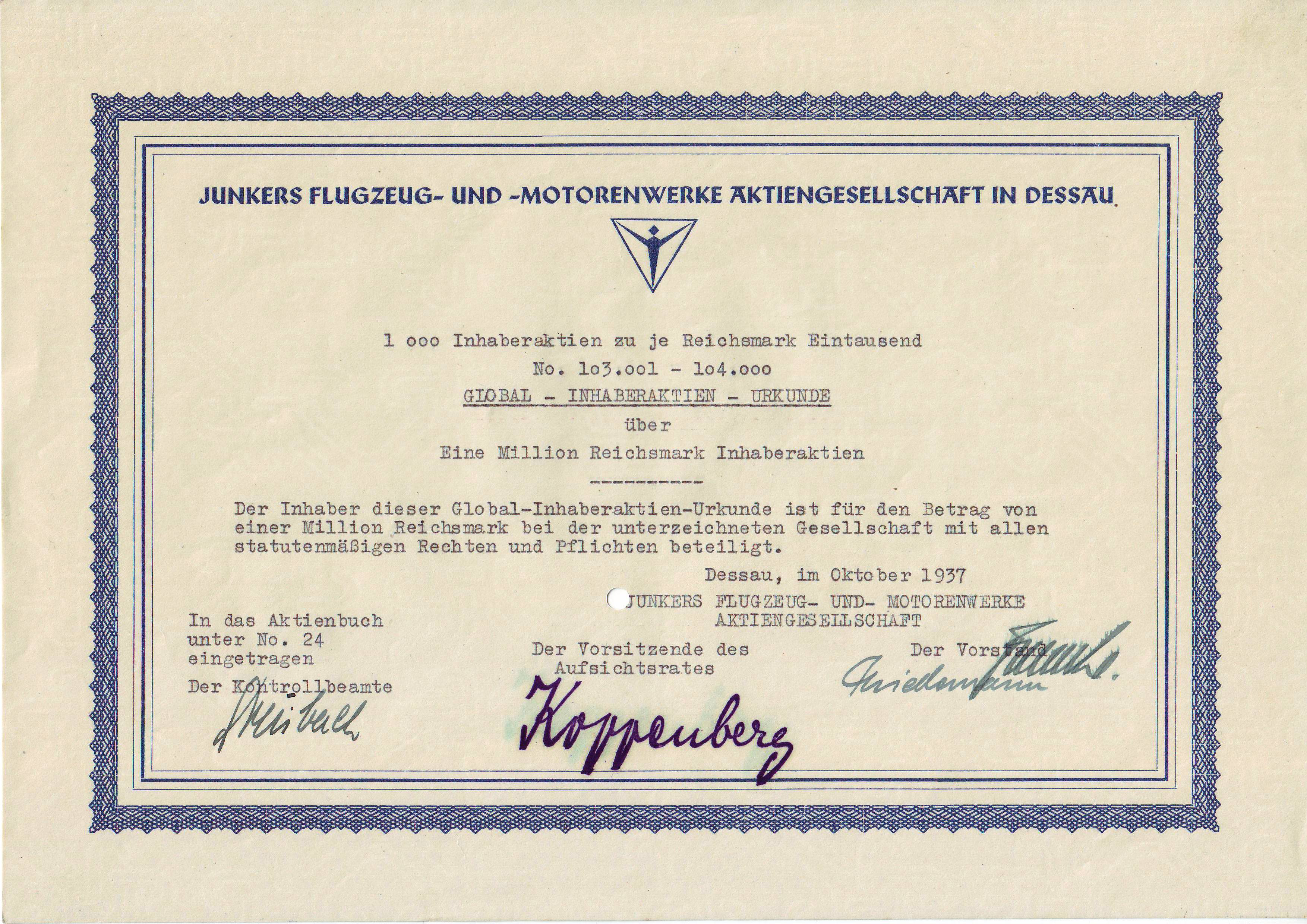
Aandeel van Junkers uit 1937.

Junkers (voluit: Junkers Flugzeug- und Motorenwerke AG) is een Duitse vliegtuigfabrikant die vooral bekend is van de Ju-87, de beruchte Stuka-duikbommenwerper uit de Tweede Wereldoorlog.

## Geschiedenis
Het bedrijf werd door Hugo Junkers (1859-1935) in 1895 in Dessau gesticht als fabriek voor verwarmingsketels. Tijdens de Eerste Wereldoorlog ging de fabriek ook vliegtuigen produceren.
Junkers maakte in 1915 het eerste vliegtuig dat geheel van aluminium was gemaakt, de J1. Het was een licht jachtvliegtuig en met een 120 pk-Mercedesmotor bereikte het een topsnelheid van 170 km/h. De Duitse autoriteiten waren sceptisch over het vooruitstrevend concept en gaven geen ondersteuning.  
In oktober 1917 ging het bedrijf, onder druk van de Duitse regering, samenwerken met het bedrijf van Anthony Fokker om de productiedoelen te behalen. Junkers-Fokkerwerke AG produceerde 227 vliegtuigen van het type J4. Deze tweedekker was bestemd voor aanvallen op landdoelen en kreeg een pantser mee ter bescherming van de tweekoppige bemanning. Hij was uitgerust met een 200 pk-Benzmotor en de topsnelheid was 153 km/h. In 1919 werd de samenwerking weer ongedaan gemaakt.  
Hermann Göring had na de Eerste Wereldoorlog als testpiloot gesolliciteerd bij Junkers, maar was afgewezen.  
Na de Eerste Wereldoorlog bouwde Junkers de F13, het eerste speciaal voor passagiersvervoer ontwikkelde vliegtuig dat in productie ging. 
Junkers produceerde naast vliegtuigen ook vliegtuigmotoren. In 1923 werd deze laatste activiteit afgesplitst en ging verder onder de naam Junkers Motorenwerke, of kortweg Jumo. In de twintiger en dertiger jaren was het bedrijf heel succesvol en de activiteiten werden over heel Duitsland uitgebreid. Jumo was een van de eersten die op grote schaal dieselmotoren maakten voor vliegtuigen.
In de twintiger jaren kwam de Junkers G 38 op de markt. Er zijn slechts twee exemplaren van gemaakt voor de Lufthansa. De bemanning bestond uit zeven personen, er waren 34 zitplaatsen en er was bordservice, een nieuwigheid voor die tijd. Ze hadden een startgewicht van 24 ton en de vleugels waren zo dik dat er passagiers in konden zitten. Ze werden ingezet op de dienst tussen Berlijn en Londen. In 1936 stortte er een neer tijdens een testvlucht na onderhoud en het tweede exemplaar vloog tot 1941.
De eerste Trans-Atlantische vlucht van Europa naar Noord-Amerika vond pas plaats op 12 en 13 april 1928. Voor deze vlucht werd een Junkers W33-eendekker met de naam Bremen gebruikt. De vlucht werd uitgevoerd door piloot Köhl en mecanicien Spindler. Deze vlucht was een particulier initiatief van baron Von Hünefeld.
In 1933 werd Hugo Junkers door de nazi's gedwongen afstand te doen van zijn bedrijf. Op 17 oktober 1933 werd hij gearresteerd en beschuldigd van landverraad. Zijn bedrijf was nog van bescheiden omvang, maar wel de grootste vliegtuigfabrikant in Duitsland. Na een dag stemde Junkers in met de verkoop van 51% van zijn bedrijf en in zijn aftreden. De macht kwam in handen van het Duitse Rijksluchtvaartministerie (RLM) en de bedrijfsleiding kwam in handen van Heinrich Koppenberg. 
In 1935 overleed Hugo Junkers en een jaar later verkocht zijn vrouw Therese Junkers de resterende aandelen aan het RLM. Nazi-Duitsland wilde een moderne en grote luchtvloot en vanaf 1936 nam de groei van het bedrijf belangrijk toe en ging tot de grootste industriële ondernemingen van het land behoren. Junkers' bedrijf werd nu een van de belangrijkste producenten voor de nieuwe Luftwaffe. Voor de productie van civiele toestellen was geen plaats meer.
In 1938 gaf Göring opdracht tot de bouw van 7000 tweemotorige bommenwerpers van het type Ju-88. Om deze ambitieuze doelstelling te bereiken zorgde Koppenberg ervoor dat alle fabrieken die bij de productie betrokken waren, zich vestigden rond het hoofdkantoor van Junker in Dessau. Elke fabriek zou zich concentreren op een hoofdonderdeel: motor, romp, vleugel of assemblage. Dit zou schaalvoordelen opleveren en de kosten verlagen. Koppenberg beloofde binnen twee jaar 250 moderne vliegtuigen per maand te leveren.
Om aan voldoende motoren te komen liet Koppenberg een ontwerp maken voor een grote motorenfabriek. Voor de Flugmotorenwerke Ostmark (FMO) in Wiener Neudorf in Oostenrijk, buiten het bereik van vijandelijke luchtaanvallen, kreeg hij 685 miljoen Reichsmark. De fabriek had een theoretische capaciteit van 1000 motoren per maand, maar in 1944 bereikte de fabriek het beste resultaat met een productie van 198 motoren per maand. De fabriek werd later in de oorlog een doelwit voor bombardementsvluchten en raakte zwaar beschadigd. Na de ondergang van Nazi-Duitsland brachten de Russen de bruikbare machines over naar de Sovjet-Unie en vernietigden de rest.
Bekend werden onder meer het Ju-52/3m-transport- en passagierstoestel, de Ju 88-bommenwerper en de Ju 87 Stuka-duikbommenwerper. De driemotorige Ju-52 speelde in 1935 al een belangrijke rol bij het transport van de troepen van generaal Franco van Marokko naar Spanje aan het begin van de Spaanse Burgeroorlog. De Ju 88 was de meest gebouwde bommenwerper van de Luftwaffe, er zijn zo'n 15.000 exemplaren van gemaakt in diverse varianten. De Stuka werd gebruikt voor nauwkeurige tactische bombardementen en voor het beschieten van vijandelijke posities en fungeerde als een soort luchtartillerie. De Stuka was in staat de snel bewegende tanks bij te houden en dit paste goed in het Blitzkrieg-concept.
Op 14 april 1945 werd de fabriek in Dessau door het Amerikaanse leger ingenomen. Op 5 juli 1945 namen de Russen de bezetting van de fabriek over. Het bedrijf werd feitelijk gesplitst in een Oost- en een Westduits deel. Op 5 juli 1954 kwamen de laatste medewerkers van Junkers terug uit de Sovjet-Unie. Na een aantal fusies maakt Junkers nu deel uit van de Airbus Group.

## Vliegtuigen van Junkers
| - Ju 52/3m - Ju 86 - Ju 87 - Ju 88 - Ju 89 (Oeralbommenwerper) - Ju 188 - Ju 248 | - Ju 252 - Ju 187 - 287 - Ju 290 - Ju 352 - Ju 388 - Ju 390 |

## Projecten tot 1945
| - Ju EF.008 - Ju EF.009 - Ju EF.100 - Ju EF.101 - Ju EF.112 - Ju EF.126 "Lilli" - Ju EF.127 - Ju EF.128 - Ju EF.130 - Ju EF.132 | - Ju 187 - Ju 287 - Ju 488 - Ju 635 |

## Junkers (Jumo) Vliegtuigmotoren
| - Junkers Fo2 - Junkers L1 - Junkers L2 - Junkers L5 - Junkers Fo3 - Junkers L55 - Junkers L7 - Junkers Fo4 - Junkers L8 - Junkers L88 | - Jumo 204 - Jumo 205 - Jumo 206 - Jumo 207 - Jumo 208 - Jumo 210 - Jumo 211 - Jumo 213 - Jumo 222 - Junkers 109-004 - Junkers 109-012 - Junkers 109-022 |